# 阿采爾鄉
46°09′N 24°28′E / 46.150°N 24.467°E
阿采爾鄉（羅馬尼亞語：Comuna Ațel, Sibiu），是羅馬尼亞的鄉份，位於該國中部，由錫比烏縣負責管轄，面積27平方公里，海拔高度443米，2007年人口1,560，人口密度每平方公里57人。